# Circonscription électorale de Wil
Pour les articles homonymes, voir Wil.
La circonscription électorale de Wil (en allemand Wahlkreis Wil) est une circonscription électorale du canton de Saint-Gall en Suisse. 

## Histoire
La circonscription électorale de Wil est créée en 2003 à partir du district de Wil et de la partie nord du district d'Untertoggenburg.

## Communes
| Nom                | N° OFS | Population (décembre 2022) |
| ------------------ | ------ | -------------------------- |
| Degersheim         | 3401   | +004 081,                  |
| Flawil             | 3402   | +010 446,                  |
| Jonschwil          | 3405   | +003 961,                  |
| Niederbüren        | 3422   | +001 527,                  |
| Niederhelfenschwil | 3423   | +003 201,                  |
| Oberbüren          | 3424   | +004 588,                  |
| Oberuzwil          | 3407   | +006 536,                  |
| Uzwil              | 3408   | +013 831,                  |
| Wil                | 3427   | +024 541,                  |
| Zuzwil             | 3426   | +003 961,                  |
| Total              | Total  | +077 709,                  |